# Breguet Bre.4
Breguet Bre.4 fue un avión biplano francés, conocido además como tipo IV y BUM, utilizado como bombardero en la Primera Guerra Mundial. se produjo una versión de avión caza bajo el nombre de BUC y BLC. Fueron operados por las fuerzas armadas de Francia, Rumanía y Reino Unido.

## Especificaciones

### Características generales
- Tripulación: 2
- Longitud: 9,5 m (31,2 ft)
- Envergadura: 16,4 m (53,8 ft)
- Altura: 3,7 m (12,1 ft)
- Superficie alar: 54 m² (581,3 ft²)
- Peso vacío: 1160 kg (2556,6 lb)
- Peso cargado: 1535 kg (3383,1 lb)
- Planta motriz: 1× motor radial Salmson 2M7 enfriado por agua.
  - Potencia: 149 kW (205 HP; 203 CV)

### Rendimiento
- Velocidad máxima operativa (Vno): 138 km/h (86 MPH; 75 kt)
- Alcance: 399 km (215 nmi; 248 mi) 3 horas

### Armamento
- Cañones: 1× Hotchkiss de 37 mm
- Bombas: 300 kg de bombas